# Arrondissement de Clermont-Ferrand
L'arrondissement de Clermont-Ferrand est une division administrative française, située dans le département du Puy-de-Dôme et la région Auvergne-Rhône-Alpes.

## Composition

### Composition entre 1982 et le22 mars 2015
Composition par cantons 2011 :

L'arrondissement dans la région Auvergne-Rhône-Alpes.

- canton d'Aubière, qui groupe 3 communes :
  - Aubière, Pérignat-lès-Sarliève et Romagnat.
- canton de Beaumont, qui groupe 3 communes :
  - Beaumont, Ceyrat et Saint-Genès-Champanelle.
- canton de Billom, qui groupe 10 communes :
  - Billom, Bongheat, Bort-l'Étang, Égliseneuve-près-Billom, Glaine-Montaigut, Mauzun, Montmorin, Neuville, Pérignat-sur-Allier et Saint-Julien-de-Coppel.
- canton de Bourg-Lastic, qui groupe 7 communes :
  - Bourg-Lastic, Briffons, Lastic, Messeix, Saint-Julien-Puy-Lavèze, Saint-Sulpice et Savennes.
- canton de Chamalières, limité à 1 commune :
  - Chamalières (intégralité)
- canton de Clermont-Ferrand-Centre, limité à 1 commune :
  - Clermont-Ferrand (fraction de commune)
- canton de Clermont-Ferrand-Est, limité à 1 commune :
  - Clermont-Ferrand (fraction de commune)
- canton de Clermont-Ferrand-Nord, limité à 1 commune :
  - Clermont-Ferrand (fraction de commune)
- canton de Clermont-Ferrand-Nord-Ouest, limité à 1 commune :
  - Clermont-Ferrand (fraction de commune)
- canton de Clermont-Ferrand-Ouest, limité à 1 commune :
  - Clermont-Ferrand (fraction de commune)
- canton de Clermont-Ferrand-Sud, limité à 1 commune :
  - Clermont-Ferrand (fraction de commune)
- canton de Clermont-Ferrand-Sud-Est, limité à 1 commune :
  - Clermont-Ferrand (fraction de commune)
- canton de Clermont-Ferrand-Sud-Ouest, limité à 1 commune :
  - Clermont-Ferrand (fraction de commune)
- canton de Cournon-d'Auvergne, limité à 1 commune :
  - Cournon-d'Auvergne (intégralité)
- canton de Gerzat, qui groupe 6 communes :
  - Aulnat, Blanzat, Cébazat, Gerzat, Malintrat et Sayat.
- canton d'Herment, qui groupe 6 communes :
  - Herment, Prondines, Saint-Germain-près-Herment, Sauvagnat, Tortebesse et Verneugheol.
- canton de Montferrand, limité à 1 commune :
  - Clermont-Ferrand (fraction de commune)
- canton de Pont-du-Château, qui groupe 5 communes :
  - Dallet, Lempdes, Lussat, Les Martres-d'Artière et Pont-du-Château.
- canton de Rochefort-Montagne, qui groupe 17 communes :
  - Aurières, La Bourboule, Ceyssat, Gelles, Heume-l'Église, Laqueuille, Mazaye, Mont-Dore, Murat-le-Quaire, Nébouzat, Olby, Orcival, Perpezat, Rochefort-Montagne, Saint-Bonnet-près-Orcival, Saint-Pierre-Roche et Vernines.
- canton de Royat, qui groupe 5 communes :
  - Chanat-la-Mouteyre, Durtol, Nohanent, Orcines et Royat.
- canton de Saint-Amant-Tallende, qui groupe 9 communes :
  - Aydat, Chanonat, Cournols, Olloix, Saint-Amant-Tallende, Saint-Sandoux, Saint-Saturnin, Saulzet-le-Froid et Le Vernet-Sainte-Marguerite.
- canton de Saint-Dier-d'Auvergne, qui groupe 9 communes :
  - Ceilloux, Domaize, Estandeuil, Fayet-le-Château, Saint-Dier-d'Auvergne, Saint-Flour, Saint-Jean-des-Ollières, Tours-sur-Meymont et Trézioux.
- canton de Vertaizon, qui groupe 12 communes :
  - Beauregard-l'Évêque, Bouzel, Chas, Chauriat, Espirat, Mezel, Moissat, Ravel, Reignat, Saint-Bonnet-lès-Allier, Vassel et Vertaizon.
- canton de Veyre-Monton, qui groupe 11 communes :
  - Authezat, Le Cendre, Corent, Le Crest, Les Martres-de-Veyre, Orcet, Plauzat, La Roche-Blanche, La Sauvetat, Tallende et Veyre-Monton.
- canton de Vic-le-Comte, qui groupe 13 communes :
  - Busséol, Isserteaux, Laps, Manglieu, Mirefleurs, Parent, Pignols, La Roche-Noire, Saint-Georges-sur-Allier, Saint-Maurice, Sallèdes, Vic-le-Comte et Yronde-et-Buron.

### Redécoupage cantonal de 2015
Depuis le redécoupage des cantons du département, applicable à partir des élections départementales de 2015, les limites territoriales des cantons s'affranchissent des limites des arrondissements.
- canton d'Aigueperse, qui groupe 24 communes dont 2 dans l'arrondissement :
  - Lussat et Les Martres-d'Artière ;
- canton d'Aubière, qui groupe 3 communes :
  - Aubière, Pérignat-lès-Sarliève et Romagnat ;
- canton de Beaumont, qui groupe 3 communes :
  - Beaumont, Ceyrat et Saint-Genès-Champanelle ;
- canton de Billom, qui groupe 24 communes :
  - Beauregard-l'Évêque, Billom, Bongheat, Bouzel, Chas, Chauriat, Égliseneuve-près-Billom, Espirat, Estandeuil, Fayet-le-Château, Glaine-Montaigut, Isserteaux, Mauzun, Mezel, Montmorin, Neuville, Reignat, Saint-Bonnet-lès-Allier, Saint-Dier-d'Auvergne, Saint-Jean-des-Ollières, Saint-Julien-de-Coppel, Trézioux, Vassel et Vertaizon ;
- canton de Cébazat, qui groupe 5 communes :
  - Blanzat, Cébazat, Durtol, Nohanent et Sayat ;
- canton de Chamalières, qui groupe 2 communes :
  - Chamalières et Royat ;
- canton de Clermont-Ferrand-1, comprenant une fraction de la commune de Clermont-Ferrand ;
- canton de Clermont-Ferrand-2, comprenant une fraction de la commune de Clermont-Ferrand ;
- canton de Clermont-Ferrand-3, comprenant une fraction de la commune de Clermont-Ferrand ;
- canton de Clermont-Ferrand-4, comprenant une fraction de la commune de Clermont-Ferrand ;
- canton de Clermont-Ferrand-5, comprenant une fraction de la commune de Clermont-Ferrand ;
- canton de Clermont-Ferrand-6, comprenant une fraction de la commune de Clermont-Ferrand ;
- canton de Cournon-d'Auvergne, qui groupe 2 communes :
  - Le Cendre et Cournon-d'Auvergne ;
- canton de Gerzat, qui groupe 4 communes dont 3 dans l'arrondissement :
  - Aulnat, Gerzat et Malintrat ;
- canton de Lezoux, qui groupe 14 communes dont 3 dans l'arrondissement :
  - Bort-l'Étang, Moissat et Ravel ;
- canton des Martres-de-Veyre, qui groupe 11 communes :
  - Authezat, Chanonat, Corent, Le Crest, Les Martres-de-Veyre, Orcet, La Roche-Blanche, Saint-Amant-Tallende, La Sauvetat, Tallende et Veyre-Monton ;
- canton des Monts du Livradois, qui groupe 38 communes dont 4 dans l'arrondissement :
  - Ceilloux, Domaize, Saint-Flour et Tours-sur-Meymont ;
- canton d'Orcines, qui groupe 23 communes :
  - Aurières, Aydat, Ceyssat, Chanat-la-Mouteyre, Cournols, Gelles, Heume-l'Église, Laqueuille, Mazaye, Nébouzat, Olby, Olloix, Orcines, Orcival, Perpezat, Rochefort-Montagne, Saint-Bonnet-près-Orcival, Saint-Pierre-Roche, Saint-Sandoux, Saint-Saturnin, Saulzet-le-Froid, Le Vernet-Sainte-Marguerite et Vernines ;
- canton de Pont-du-Château, qui groupe 3 communes :
  - Dallet, Lempdes et Pont-du-Château ;
- canton de Saint-Ours, qui groupe 40 communes dont 13 dans l'arrondissement :
  - Bourg-Lastic, Briffons, Herment, Lastic, Messeix, Prondines, Saint-Germain-près-Herment, Saint-Julien-Puy-Lavèze, Saint-Sulpice, Sauvagnat, Savennes, Tortebesse et Verneugheol ;
- canton du Sancy, qui groupe 44 communes dont 3 dans l'arrondissement :
  - La Bourboule, Mont-Dore et Murat-le-Quaire ;
- canton de Vic-le-Comte, qui groupe 19 communes dont 14 dans l'arrondissement :
  - Busséol, Laps, Manglieu, Mirefleurs, Parent, Pérignat-sur-Allier, Pignols, Plauzat, La Roche-Noire, Saint-Georges-sur-Allier, Saint-Maurice, Sallèdes, Vic-le-Comte et Yronde-et-Buron.

### Redécoupage des arrondissements de 2017
Les limites territoriales des cinq arrondissements du Puy-de-Dôme ont été modifiées par un arrêté du préfet de région du 21 décembre 2016 afin que chaque établissement public de coopération intercommunale à fiscalité propre soit rattaché à un seul arrondissement au 1er janvier 2017.
Ainsi, de nombreuses communes ont quitté l'arrondissement :
- Ceilloux, Domaize et Tours-sur-Meymont sont rattachées à l'arrondissement d'Ambert ;
- Aurières, La Bourboule, Ceyssat, Gelles, Heume-l'Église, Laqueuille, Mazaye, Mont-Dore, Murat-le-Quaire, Nébouzat, Olby, Orcival, Parent, Perpezat, Plauzat, Rochefort-Montagne, Saint-Bonnet-près-Orcival, Saint-Julien-Puy-Lavèze, Saint-Pierre-Roche, Le Vernet-Sainte-Marguerite et Vernines sont rattachées à l'arrondissement d'Issoire ;
- Bourg-Lastic, Briffons, Chanat-la-Mouteyre, Herment, Lastic, Lussat, Malintrat, Les Martres-d'Artière, Messeix, Prondines, Saint-Germain-près-Herment, Saint-Sulpice, Sauvagnat, Savennes, Sayat, Tortebesse et Verneugheol sont rattachées à l'arrondissement de Riom ;
- Bort-l'Étang, Moissat, Ravel et Saint-Flour sont rattachées à l'arrondissement de Thiers.

La commune de Châteaugay quitte l'arrondissement de Riom pour être rattachée à celui de Clermont-Ferrand.
À l'issue du redécoupage des arrondissements du département, l'arrondissement de Clermont-Ferrand compte 75 communes.
Par arrêté préfectoral du 18 décembre 2020, afin d'assurer une « meilleure cohérence administrative », la commune de Saulzet-le-Froid passe de l'arrondissement de Clermont-Ferrand à celui d'Issoire le 1er janvier 2021,.

### Découpage communal depuis 2015
Depuis 2015, le nombre de communes des arrondissements varie chaque année soit du fait du redécoupage cantonal de 2014 qui a conduit à l'ajustement de périmètres de certains arrondissements en 2017, soit à la suite de la création de communes nouvelles. Le nombre de communes de l'arrondissement de Clermont-Ferrand est ainsi de 119 en 2015, 119 en 2016, 75 en 2017, 74 en 2019 et 73 en 2021.
Au 1er janvier 2024, l'arrondissement groupe les 73 communes suivantes :
1. Aubière
2. Aulnat
3. Authezat
4. Aydat
5. Beaumont
6. Beauregard-l'Évêque
7. Billom
8. Blanzat
9. Bongheat
10. Bouzel
11. Busséol
12. Cébazat
13. Le Cendre
14. Ceyrat
15. Chamalières
16. Chanonat
17. Chas
18. Châteaugay
19. Chauriat
20. Clermont-Ferrand
21. Corent
22. Cournols
23. Cournon-d'Auvergne
24. Le Crest
25. Durtol
26. Égliseneuve-près-Billom
27. Espirat
28. Estandeuil
29. Fayet-le-Château
30. Gerzat
31. Glaine-Montaigut
32. Isserteaux
33. Laps
34. Lempdes
35. Manglieu
36. Les Martres-de-Veyre
37. Mauzun
38. Mirefleurs
39. Montmorin
40. Mur-sur-Allier
41. Neuville
42. Nohanent
43. Olloix
44. Orcet
45. Orcines
46. Pérignat-lès-Sarliève
47. Pérignat-sur-Allier
48. Pignols
49. Pont-du-Château
50. Reignat
51. La Roche-Blanche
52. La Roche-Noire
53. Romagnat
54. Royat
55. Saint-Amant-Tallende
56. Saint-Bonnet-lès-Allier
57. Saint-Dier-d'Auvergne
58. Saint-Genès-Champanelle
59. Saint-Georges-sur-Allier
60. Saint-Jean-des-Ollières
61. Saint-Julien-de-Coppel
62. Saint-Maurice
63. Saint-Sandoux
64. Saint-Saturnin
65. Sallèdes
66. La Sauvetat
67. Tallende
68. Trézioux
69. Vassel
70. Vertaizon
71. Veyre-Monton
72. Vic-le-Comte
73. Yronde-et-Buron

## Démographie
En 2022, l'arrondissement comptait 363 807 habitants.
| 1968    | 1975    | 1982    | 1990    | 1999    | 2006    | 2011    | 2016    | 2021    |
| ------- | ------- | ------- | ------- | ------- | ------- | ------- | ------- | ------- |
| 290 182 | 325 559 | 338 112 | 343 049 | 352 752 | 364 410 | 370 695 | 354 048 | 362 578 |

| 2022    | - | - | - | - | - | - | - | - |
| ------- | - | - | - | - | - | - | - | - |
| 363 807 | - | - | - | - | - | - | - | - |

En 2017, la superficie de l'arrondissement est passée de 1 796 km2 à 912,6 km2.